# 杨显亭
杨显亭，黑龙江克山人，中华人民共和国政治人物。
担任全国劳模。黑龙江省克山县曙光农业生产合作社主任。1954年，当选第一届全国人民代表大会代表。